# Smackover
La ville de Smackover est située dans le comté d’Union, dans l’État de l’Arkansas, aux États-Unis. Sa population s’élevait à 1 865 habitants lors du recensement de 2010, estimée à 1 721 habitants en 2017.

## Démographie
| 1930  | 1940  | 1950  | 1960  | 1970  | 1980  |
| ----- | ----- | ----- | ----- | ----- | ----- |
| 2 544 | 2 235 | 2 495 | 2 434 | 2 058 | 2 453 |

| 1990  | 2000  | 2010  | - | - | - |
| ----- | ----- | ----- | - | - | - |
| 2 232 | 2 005 | 1 865 | - | - | - |

## Source
- (en) Cet article est partiellement ou en totalité issu de l’article de Wikipédia en anglais intitulé « Smackover, Arkansas » (voir la liste des auteurs).